# 阿勒河畔旺根

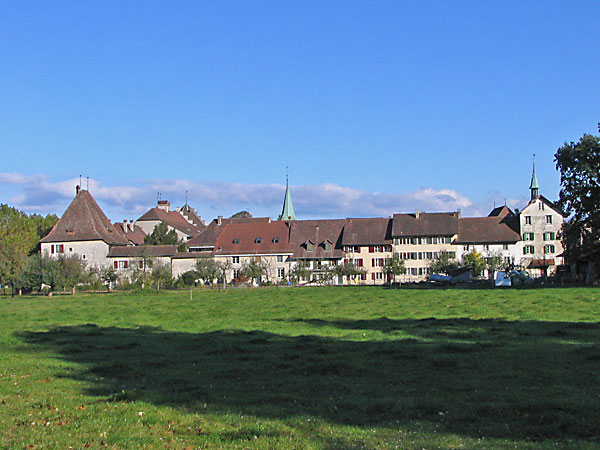

阿勒河畔旺根（德语：Wangen an der Aare）是瑞士的城鎮，位於該國北部阿勒河畔，由伯恩州負責管轄，面積5.23平方公里，海拔高度423米，主要工業是紡織業，2010年人口2,048。

## 外部連結
- Homepage of Wangen a. A. （德文）